# Motie
Een motie is een discussiepunt in een vergadering dat is ingediend door een lid van de vergadering. De motie wordt in de vergadering in stemming gebracht. Alle leden van een vergadering kunnen een motie indienen.
In het algemeen zal een motie een beleidsstandpunt, een vraag aan het dagelijks bestuur of een voorstel tot beleidsdaad door het dagelijks bestuur bevatten. Het staat de vergadering echter vrij om iedere motie die haar goeddunkt aan te nemen. Een motie krijgt echter pas betekenis als een meerderheid van de stemgerechtigden voor de motie stemt en de motie niet nietig is.
Moties kunnen mondeling en schriftelijk worden ingediend, tenzij de vergadering zelf regels (vormvereisten) heeft voor moties.

## Nietige en onmogelijke moties
Een motie kan om verscheidene redenen nietig zijn. Een nietige motie heeft geen betekenis en dient als niet genomen beschouwd te worden. Indien (de voorzitter van) een bestuur van mening is dat een motie nietig is dan dient deze de motie gemotiveerd 'naast zich neer te leggen' en niet in stemming te brengen.
Een motie is nietig indien:
1. zij in strijd is met de Wet;
2. zij in strijd is met de statuten;
3. zij in strijd is met een nog geldend, bindend document;
4. zij niet aan alle vormvereisten voldoet;
  1. zij onvoldoende handtekeningen heeft bij indiening;
5. zij de bevoegdheid van de vergadering overschrijdt, het competentiegeschil.
  1. intern
  2. extern

'sub 1' en 'sub 2' zijn wettelijke vereisten en kunnen daarom niet door het bestuur of de vergadering opzij worden gezet. Het bestuur dient een motie in strijd met wet of statuten naast zich neer te leggen, wordt de motie aangenomen dan is deze nietig.
'sub 3' richt zich op documenten zoals het huishoudelijk reglement van een vergadering. Het bestuur dient een motie in strijd met een dergelijk document naast zich neer te leggen, wordt de motie aangenomen dan is deze nietig. Wanneer een motie in strijd is met een geldig en tevens bindend document, dan kan zij immers geen gevolg krijgen. De enige wijze waarop een dergelijke motie alsnog kan worden aangenomen is door het betreffende document te wijzigen. Deze wijziging zal meestal met een gekwalificeerde meerderheid moeten geschieden.
'sub 4' en 'sub 4 lid 1' richten zich puur op vormvereisten gecreëerd door een vergadering zelf. Het bestuur dient een motie in strijd met de vormvereisten naast zich neer te leggen; wordt de motie aangenomen dan is deze nietig.
Bijna iedere vergadering heeft haar eigen procedures aangaande het indienen van moties. Afwijking van deze procedures maakt het formeel onmogelijk om een motie in stemming te brengen. Het bestuur dient een dergelijke motie naast zich neer te leggen; wordt de motie aangenomen dan is zij nietig. Het staat leden van de vergadering vrij om een motie met dezelfde inhoud opnieuw in te dienen in overeenstemming met de vormvoorschriften. Indien een vergadering geen procedures heeft aangaande het indienen van moties dan kan een motie op iedere mogelijke wijze, schriftelijk en mondeling, worden ingediend.
'sub 5 lid 1' richt zich op de scheiding van machten en bevoegdheden. Het bestuur dient een motie in strijd met de machtenscheiding naast zich neer te leggen; wordt de motie aangenomen dan is deze niet nietig maar wel zonder gevolg.
Het bestuur heeft immers in beginsel beleidsvrijheid, dit wil zeggen dat alle zaken aangaande het dagelijkse bestuur van een vereniging voorbehouden zijn aan de competentie van het bestuur. Het staat het bestuur vrij om een dergelijke motie in stemming te brengen, echter de motie krijgt zelfs bij unanieme aanname geen gevolg. Een aangenomen motie die zich richt op het dagelijkse beleid kan het bestuur niet binden en het bestuur kan een dergelijke motie daarom zonder formele gevolgen naast zich neerleggen. Materieel gevolg kan vanzelfsprekend wel zijn dat wanneer het bestuur geen gevolg geeft aan een dergelijke motie, er de volgende vergadering een motie van wantrouwen jegens het bestuur in stemming wordt gebracht. Zie voor een uitgebreidere uitleg van dit beginsel het onderstaande kopje.
'sub 5 lid 2' richt zich op de competentie van de vergadering. Een vergadering kan geen besluiten nemen die buiten haar bevoegdheid liggen zoals het wijzigen van een wet of het verkopen van een object dat geen eigendom is van de vereniging. Het bestuur dient een motie buiten de bevoegdheden van een vergadering naast zich neer te leggen, wordt de motie aangenomen dan is deze niet nietig maar wel zonder gevolg.

## Ordemoties
Een speciale categorie van moties zijn de ordemoties. Onderstaande is een beschrijving van de algemeen gangbare procedures ten aanzien van ordepunten. Verenigingen kunnen statutair of door middel van een 'normaal' besluit van een vergadering op alle punten afwijken van onderstaande. Indien er geen regeling getroffen is door een vereniging met betrekking tot ordepunten, kan men ervan uitgaan dat onderstaande geldend recht is op de vereniging.
Ordemoties zijn gerichte vragen aan de voorzitter van een vergadering. De vragen kunnen en mogen niet inhoudelijk zijn en dienen zich enkel te richten op de randvoorwaarden van de vergadering. Indien een ordepunt wel een inhoudelijk component bevat dient de voorzitter het ordepunt af te wijzen. Indien het ordepunt geen inhoudelijk component bevat dient de voorzitter zich uit te spreken over de validiteit van de motie. De voorzitter kan de motie toewijzen of afwijzen. Tegen het besluit om een motie toe dan wel af te wijzen staat beroep open door een lid van de vergadering door middel van een tweede ordemotie, deze tweede ordemotie kan niet worden afgewezen en heeft tot gevolg dat de kwestie in stemming moet worden gebracht bij de gehele vergadering die met meerderheid beslist.
Ordemoties kunnen te allen tijde worden ingediend, ook wanneer men hiermee een andere spreker onderbreekt. Ordemoties geschieden in de regel mondeling en worden ingekleed met de zinsnede: 'naar aanleiding van de orde mijnheer de voorzitter ...'.
Mogelijke ordepunten in afnemende importantie:
1. ordepunten met betrekking tot de veiligheid van de vergadering;
2. ordepunten met betrekking tot de agenda;
3. ordepunten met betrekking tot anciënniteit;
4. overige ordepunten met betrekking tot de goede orde van de vergadering.

'sub 1' richt zich op externe gevaren zoals bijvoorbeeld brand.
'sub 2' richt zich op het stroomlijnen van discussies. Deze soort ordemoties hebben tot doel dat ieder lid zich beperkt tot een discussie over het hangende agendapunt en te voorkomen dat een lid vooruit loopt op de agenda.
'sub 3' richt zich op het verzekeren van een eerlijke spreektijd voor allen. Een motie van deze soort wordt onder andere ingediend indien een lid onterecht het woord wordt onthouden of een lid 'voordringt' bij het spreken voor de vergadering.
'sub 4' zijn alle andere mogelijk ordemoties.
Het is mogelijk om met een belangrijkere ordemotie een minder belangrijke ordemotie te onderbreken.

## België

### Kamer van volksvertegenwoordigers
In de Belgische Kamer zijn er verschillende categorieën van moties:
- Eenvoudige motie om over te gaan tot de orde van de dag. Bijgevolg vervallen alle andere moties.
- Motie van aanbeveling waarbij de Kamer een bepaalde beleidsdaad suggereert aan de regering.
- Motie van wantrouwen waarbij de Kamer haar vertrouwen ontneemt aan een minister of aan de gehele regering.
- Constructieve motie van wantrouwen waarbij de Kamer haar vertrouwen ontneemt aan de gehele regering én tegelijkertijd een opvolger voor de regeringsleider (premier) voordraagt.

### Gemeenteraad
In een gemeenteraad van een Belgisch lokaal bestuur bevat een motie doorgaans een voorstel tot het uitvoeren van een bepaalde beleidsdaad door de gemeenteraad zelf of een opdracht te geven aan het college. Hierbij kan het ook gaan om een verzoek aan het college om een bepaalde zaak (in naam van de gemeenteraad) onder de aandacht te brengen van een hogere overheid (in Nederland gekend als de postzegelmotie).

#### Constructieve motie van wantrouwen
In Vlaamse lokale besturen kan de gemeenteraad net als de Kamer een constructieve motie van wantrouwen aannemen tegen het college waarbij één, meerdere of alle leden van het college afgezet kunnen worden. Deze motie kan individueel zijn tegen één of meerdere individuen in het college of kan collectief zijn, tegen het gehele college. Een collectieve motie van wantrouwen moet een voordracht van nieuwe schepenen bevatten. De nieuwe burgemeester wordt semiautomatisch benoemd.

## Nederland
In de Nederlandse vergadercultuur zijn moties meestal schriftelijk.
Vaak hebben de schriftelijke moties deze vorm:
- Begin: De Kamer of De Raad gehoord de beraadslaging
- Middenstuk: een opsomming van een aantal punten die de indiener(s) geconstateerd heeft (constaterende...) en/of in overweging heeft genomen (overwegende...)
- Het dictum, bijvoorbeeld: spreekt uit dat ... en/of verzoekt de regering ... of draagt het college op ... (alleen spreekt uit dat ... komt bijvoorbeeld voor als een kabinetsformatie aan de gang is)
- Einde: en gaat over tot de orde van de dag

### Beleidsvrijheid bestuur en moties
Moties die de bevoegdheid van de vergadering overschrijden hoeven niet uitgevoerd te worden. In de praktijk ligt dit competentiegeschil vaak gevoelig. Een vaak gehoord adagium is dat een vergadering het hoogste orgaan is van een vereniging. Dit standpunt is echter sinds het Aurora-arrest van de Hoge Raad van 19 februari 1960 achterhaald. Tegenwoordig moet worden aangenomen dat het bestuur en de vergadering twee aparte naast elkaar functionerende organen zijn van gelijkwaardig belang, die beiden een eigen bevoegdheid hebben en dus ook hun eigen plichten en rechten. Het bestuur is belast met de dagelijkse leiding van de vereniging en het uitzetten van het beleid. De vergadering is enkel belast met 'langetermijnbesluiten' en de controle van het bestuur. De controlefunctie van de vergadering brengt wel met zich mee dat de vergadering bevoegd is het bestuur te ontslaan.
Uit bovenstaande volgt dat een motie die voorbijgaat aan de bevoegdheid van de vergadering geen gevolg moet krijgen. Wil een vergadering toch het bestuur binden op een gebied dat voorbehouden is aan het bestuur, dan kan dat formeel enkel door de statuten te wijzigen. Feitelijk is er nog een tweede weg om af te dwingen dat het bestuur uitvoering geeft aan de motie en dat is door te dreigen met het ontslag van het bestuur.
Een treffend voorbeeld van een motie die inbreuk maakt op de beleidsvrijheid van het bestuur is een motie, die is aangenomen door de Tweede Kamer (de vergadering van de 'vereniging' Nederland) die betrekking heeft op de voorlichting over homoseksualiteit op scholen. Een meerderheid van de Tweede Kamer stemde vóór een verplichte voorlichting over homoseksualiteit op scholen. Het beleid aangaande emancipatie en de verantwoordelijkheid voor goed onderwijs zijn beide een onderdeel van beleid en derhalve voorbehouden aan de regering (het bestuur van de 'vereniging' Nederland). De motie moet dus zonder gevolg blijven (hoewel het de regering vanzelfsprekend vrij staat om vrijwillig uitvoering te geven aan de motie). Wil de Tweede Kamer toch de motie afdwingen dan zal er een wet moeten komen die de regering verplicht uitvoering te geven aan de motie (een 'statutenwijziging'), of de naleving van de motie zal moeten worden afgedwongen door te dreigen met een motie van wantrouwen (dreigen met het 'ontslag' van het 'bestuur').

### Geldige moties
Een motie is geldig indien zij niet in strijd met wet, statuten of enig ander bindend geldend document is, en, in overeenstemming met de vormvereisten ingediend wordt, in stemming wordt gebracht en wordt aangenomen en zich daarnaast richt op een werkgebied dat onder de competentie valt van een vergadering.
Een motie valt in ieder geval onder de competentie van een vergadering indien:
- de statuten dit bepalen;
- zij een wijziging van statuten bevat, de motie zal dan wel naar alle waarschijnlijkheid met een gekwalificeerde meerderheid moeten worden aangenomen;
- zij een wijziging, voorstel of intrekking van een ander regelgevend document bevat, zoals bijvoorbeeld een HR;
- zij de goedkeuring of afkeuring van een begroting of eindafrekening bevat;
- zij een goedkeuring of afkeuring van het bestuur, een commissie of een commissaris bevat;
- zij het lidmaatschap, de schorsing of het royement van personen betreft;
- zij het voortbestaan of de fusie van de vereniging betreft.

### Tweede Kamer
Kamerleden kunnen moties indienen om een oordeel te geven over het gevoerde beleid, om de regering te vragen iets te doen of juist niet te doen of om meer algemeen een uitspraak te doen over bepaalde zaken of actuele ontwikkelingen. Moties kunnen bij elke plenair debat ingediend worden en ieder deelnemend Kamerlid kan dat doen.
Oorspronkelijk werden moties vooral ingediend door de oppositiepartijen. Met de opkomst van het dualisme worden moties vandaag de dag ook veel meer ingediend door coalitiepartijen.
Een bijzondere motie is de motie van wantrouwen. Als een motie van wantrouwen wordt aangenomen, dient de bewindspersoon / de bewindslieden op te stappen. Dit volgt uit de Vertrouwensregel. Een minder zware motie is de motie van afkeuring, die in wezen betekent dat er een motie van wantrouwen zal volgen als het beleid niet gewijzigd wordt. Een nog mildere vorm is de motie van treurnis. Waar bij een motie van afkeuring nog een ernstige waarschuwing voor vertrouwensbreuk aanwezig is, speelt bij een motie van treurnis de vertrouwenskwestie meestal niet.
Jaarlijks dienen de leden van de Tweede Kamer enkele honderden moties in, waarvan minder dan de helft wordt aangenomen. In 2022 zijn het meeste aantal moties ooit ingediend. Er werden maar liefst 5011 moties ingediend. Voormalig Kamervoorzitter Khadija Arib denkt dat moties kracht verliezen naarmate er meer van worden ingediend.
De onderstaande grafiek toont het aantal moties per jaar, van 2002 tot 2023:
Aantal motiesJaar10002000300040005000600020022005200820112014201720202023Aantal motiesAantal moties ingediend in de Tweede Kamer d...
Soms wordt afgesproken dat als in een motie iets wordt voorgesteld dat geld kost, de motie ook een voorgestelde dekking moet vermelden, dat wil zeggen een besparing elders en/of een extra heffing. Een motie zonder financiële dekking wordt een Gratis-bier-motie genoemd.
De tekst van een motie staat in de Handelingen, maar de motie is tevens een apart Kamerstuk met een eigen ondernummer van een Kamerdossier.

### Gemeenteraad
Een motie in een Nederlandse gemeenteraad die voornamelijk gericht is op de landelijke politiek ('De raad verzoekt het college bij het Rijk dit en dat onder de aandacht te brengen') heet ook wel een postzegelmotie.